# Torfowisko

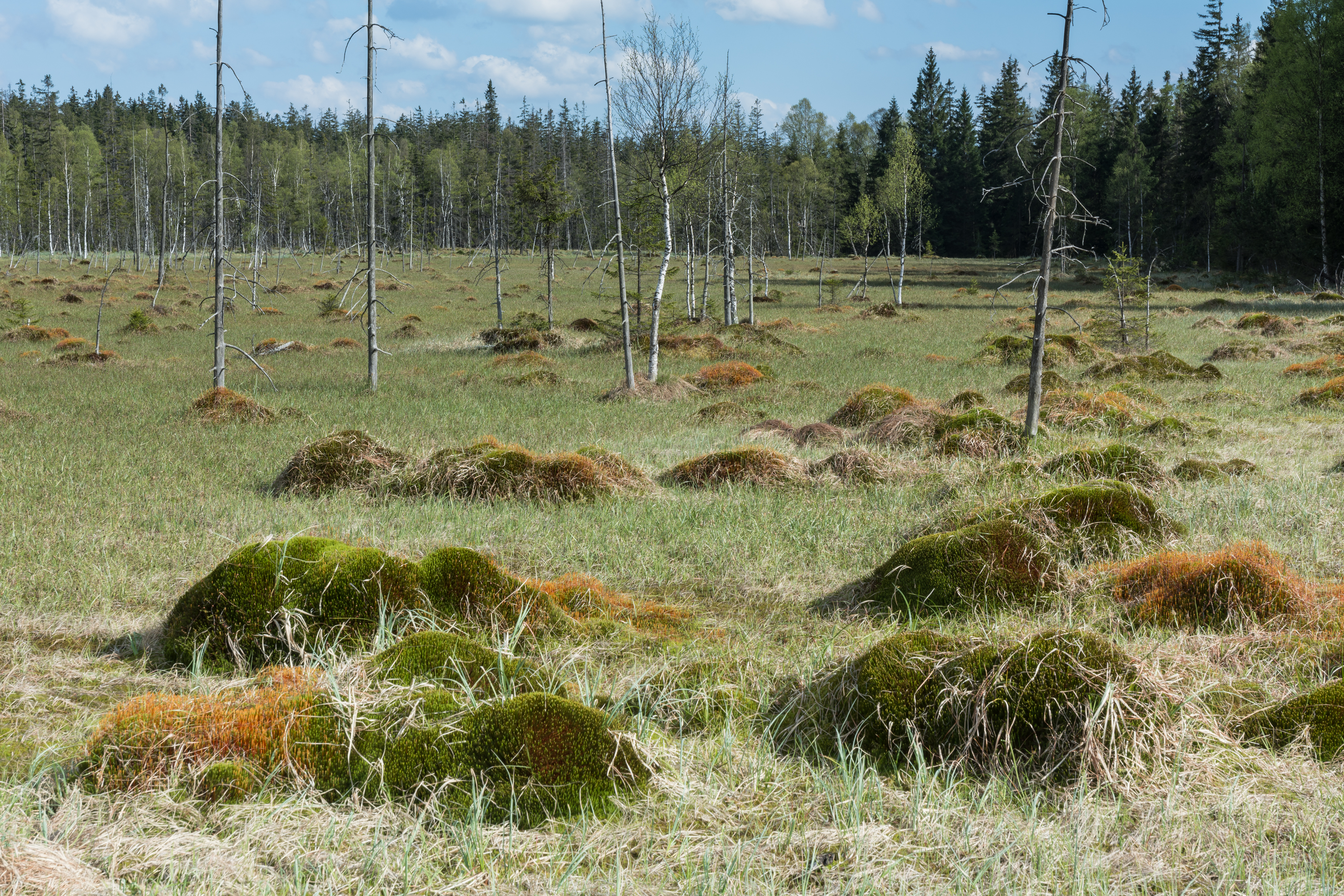
Torfowisko pod Zieleńcem

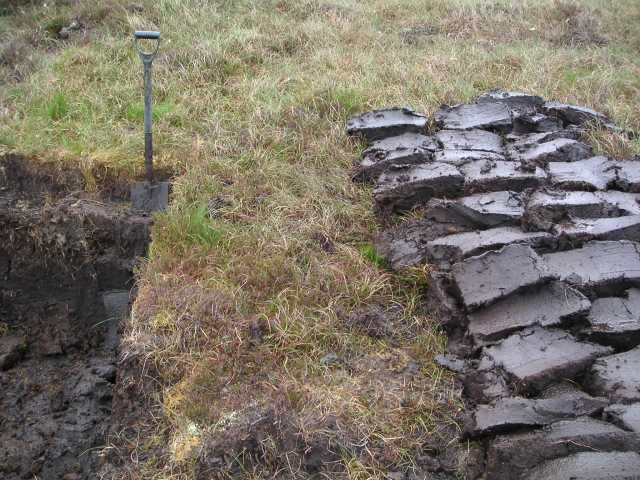
Torfowisko na Hebrydach

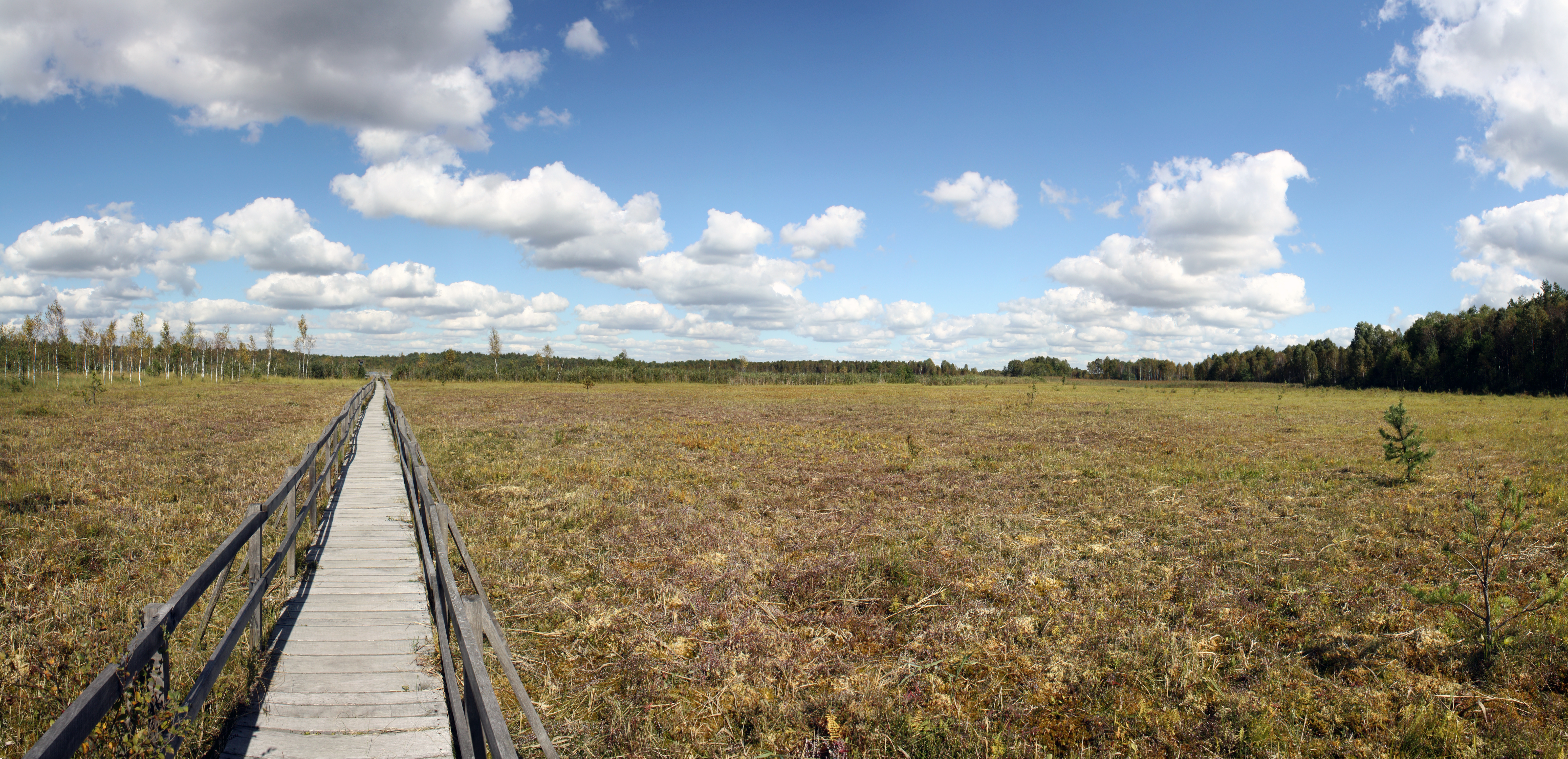
Torfowisko w pobliżu Jeziora Moszne

Torfowisko – jeden z typów mokradeł, siedlisk na tyle uwodnionych, że występuje tam specyficzna roślinność i zachodzą procesy akumulacji osadów organicznych. Jest to teren stale podmokły, o podłożu trudno przepuszczalnym, pokryty zbiorowiskami roślin bagiennych i bagienno-łąkowych. Od innych siedlisk hydrogenicznych odróżnia się słabym natlenieniem. 
Kryterium wyróżniania torfowisk zależy również od kryteriów odróżniania torfu od innych typów osadów biogenicznych, np. gytii. Akumulacja torfu zachodzi, gdy rozkład szczątków organicznych następuje wolniej niż ich powstawanie. Na spowolnienie tempa rozkładu wpływają głównie dwa czynniki – niska temperatura i małe napowietrzenie podłoża, czemu sprzyja jego duże uwodnienie. W niektórych ujęciach przyjmuje się minimalną miąższość torfu (20–70 cm), która pozwala na określenie siedliska torfowiskiem. Przykładowo, Kazimierz Tobolski przyjmuje wartość 30 cm. W skali świata torfowiska stanowią około połowy powierzchni szeroko rozumianych mokradeł.
Międzynarodowa terminologia mokradeł i torfowisk może budzić niejasności, gdyż w różnych językach występują nazwy zwyczajowe o rozbieżnym znaczeniu.

## Powstawanie torfowisk
Torfowiska mogą powstawać na drodze lądowacenia środowisk wodnych (terestrializacja) lub zabagnienia środowisk lądowych (paludyfikacja). Z drugiej zaś strony, po osuszeniu torfowiska i wydobyciu torfu z niektórych typów torfowisk, wyniesionych ponad otoczenie (ang. bog), może pozostać lądowe siedlisko o mineralnym podłożu, a z innych, położonych w zagłębieniach (ang. fen), pozostają zbiorniki wodne.
Większość siedlisk, na których powstaje torf, składa się z dwóch warstw. Górna warstwa, akrotelm, jest natleniona i zachodzi w niej dość intensywny rozkład materii organicznej, podczas gdy dolna, katotelm, jest mało natleniona, a rozkład jest powolny. Granicą między tymi warstwami jest mniej więcej poziom minimalnego lustra wody latem. Typowo jest to 10–50 cm poniżej powierzchni. W aktywnym torfowisku większość węgla zasymilowanego w ramach produkcji pierwotnej jest stosunkowo szybko uwalniana z powrotem jako dwutlenek węgla, a ok. 5–10% rocznej produkcji biomasy ostatecznie przekształca się w torf. W katotelmie zachodzi dalszy, powolny rozkład materii organicznej i uwalnianie węgla. We współczesnych warunkach klimatycznych w strefie borealnej akumulacja węgla przyjmuje wartości od 10 do 300 g/m² rocznie. Ze względu na rozkład materii w katotelmie, wieloletnie tempo akumulacji węgla jest niższe. W regionach arktycznych może osiągać wartości nieco powyżej 1 grama na metr kwadratowy rocznie, a w strefie borealnej jest kilkanaście razy wyższe, przy czym na torfowiskach wysokich jest zasadniczo wyższe niż na niskich.
Ze względu na powstające w procesie humifikacji kwasy organiczne woda znajdująca się na torfowiskach jest zakwaszona. Ma to miejsce zwłaszcza na torfowiskach zasilanych wodą opadową. W sytuacji, gdy w podłożu i wodzie zasilającej torfowisko jest dużo substancji neutralizujących zakwaszenie, zwłaszcza jonów wapnia, woda torfowiskowa może mieć odczyn obojętny lub zasadowy.
W wyniku osuszania na torfowiskach najpierw dochodzi do zaprzestania typowych dla nich procesów glebowych (torfotwórczego, mułotwórczego, glejowego). Następnie następuje murszenie, w wyniku którego torfy i muły przekształcają się w utwory murszowe, utwory torfiaste – w utwory murszowate, a utwory mineralne próchniczne – w utwory murszaste lub mineralne. W niektórych systemach odróżnia się torfowiska, na których występują procesy bagienne – określane torfowiskami żywymi lub aktywnymi – od torfowisk zdegradowanych. W terminologii anglojęzycznej niektórzy określają żywe torfowiska jako mire, a w polskojęzycznej jako bagno torfowe.

## Typy torfowisk (klasyfikacja)
Klasyfikacje torfowisk uwzględniają trofię siedliska oraz zawartość związku wapnia, które wpływają na skład zbiorowisk roślin torfowiskowych. Dodatkowym kryterium są stosunki wodne, wynikające z rzeźby terenu.

### Umiejscowienie w sieci hydrologicznej
W Europie Środkowej wyróżnia się:

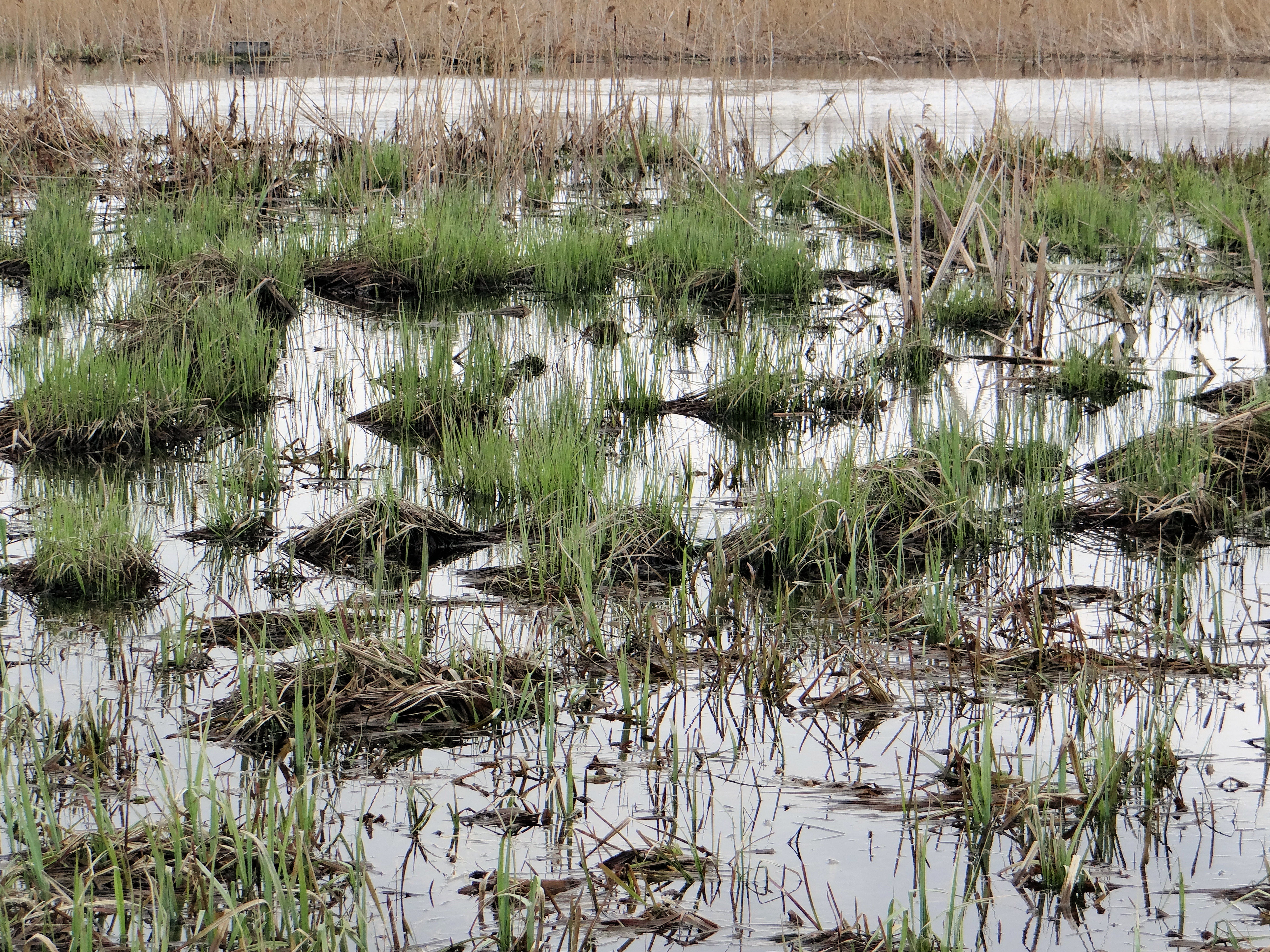
Torfowisko niskie w dolinie Narwi

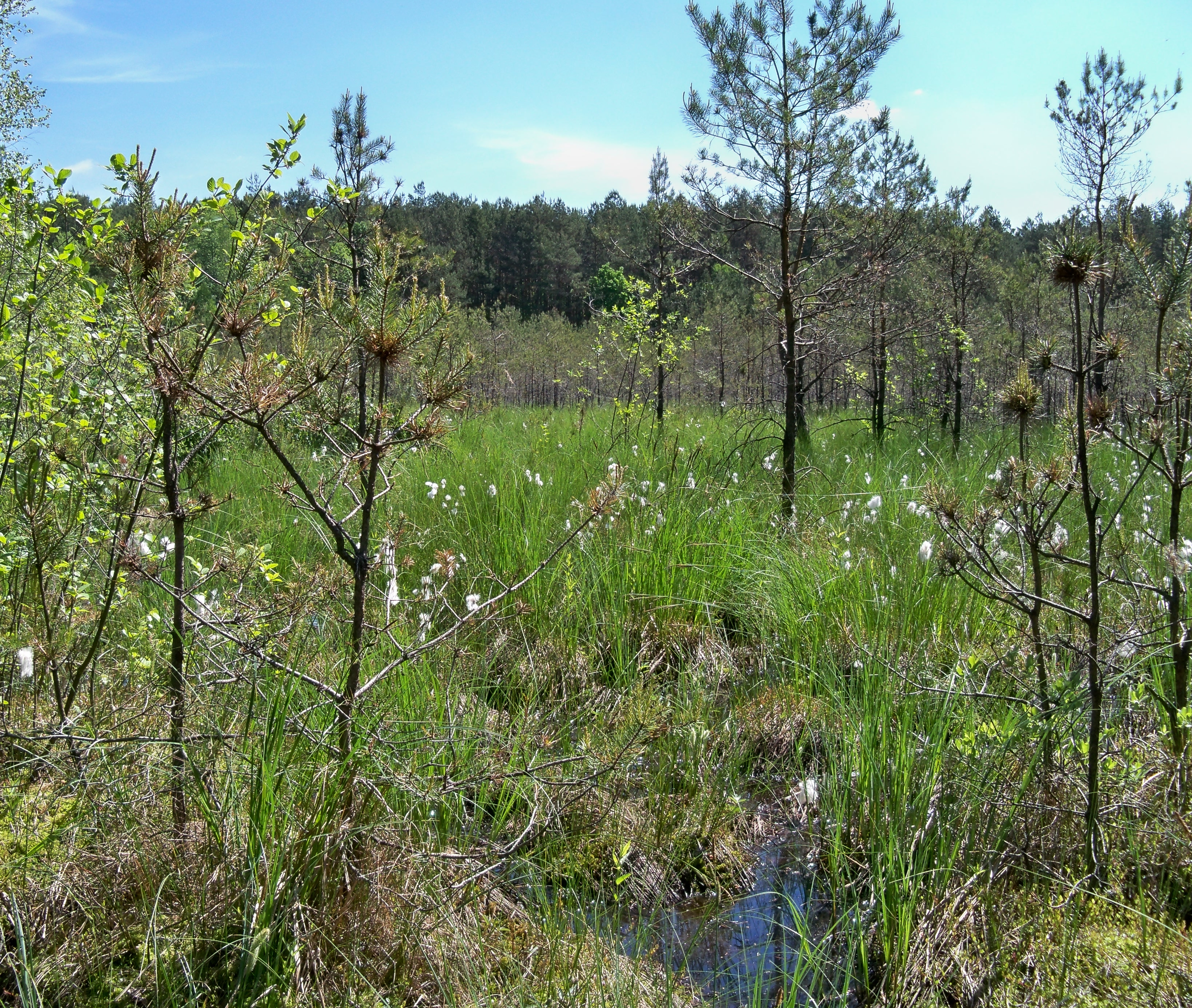
Bagno Żurawieniec w dolinie Zwoleńki. Torfowisko przejściowe

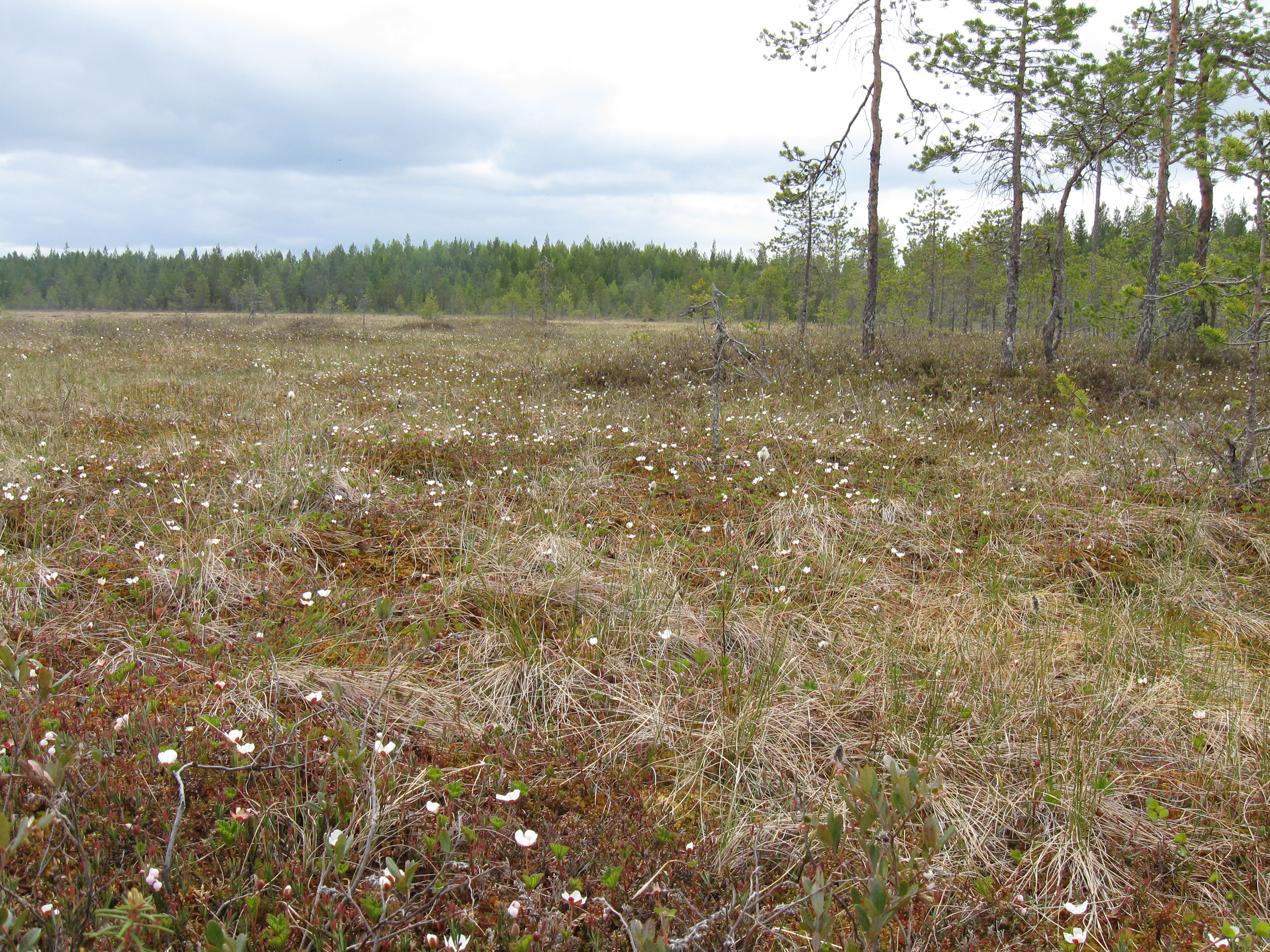
Torfowisko wysokie w Finlandii

- Torfowiska niskie – powstające na skutek wolnego przepływu lub stagnowania wód powierzchniowych lub gruntowych. Mogą to być wody eutroficzne lub mezotroficzne. Wykształcają się w obrębie dolin rzecznych lub w odpływowych zagłębieniach terenu. Warunki hydrologiczne powodują wykształcanie się układów roślinnych typowych dla danego siedliska. Na torfowiskach niskich długo pokrytych wodą i ze stałym dopływem wód podziemnych wykształcają się szuwary. Gdy pokrycie wodą jest niemal stałe, są to często trzcinowiska, a odkładający się w nich torf to torf szuwarowy. Torfowisko takie może wykształcać się na gytiowisku. Gdy zalew wodą trwa 2–4 miesiące, wykształcają się turzycowiska, zwłaszcza szuwary wysokoturzycowe i powstaje torf turzycowiskowy. Przy krótszych zalewach (np. na terasach zalewowych oraz w zagłębieniach w miarę płaskiego terenu, np. wśród sandrów) na torfowiskach niskich mogą wytworzyć się zarośla (łozowiska) lub lasy (olsy) i powstaje torf olesowy (olchowy lub łozowy). W miejscach o stałym i intensywnym dopływie wód podziemnych (np. w głębszych zagłębieniach) powstają torfowiska mechowiskowe, gdzie roślinność turzycowo-mszysta tworzy mechowiska i odkłada się torf mechowiskowy. Takie torfowiska mogą powstawać podczas lądowacenia zbiorników wodnych, zarastając je płem od brzegów ku środkowi i mając charakter trzęsawiska[1]. Zróżnicowanie florystyczne torfowisk niskich ma źródło również w różnej dostępności substancji mineralnych[9].
- Torfowiska wysokie – zasilane przez oligotroficzne wody opadowe, powstające w bezodpływowych zagłębieniach terenu, np. na wododziałach, zwłaszcza gdy podłoże jest słabo przepuszczalne. Mogą również powstać na torfowiskach niskich lub przejściowych, gdy wskutek przyrostu torfu ustaje stałe zasilanie wodami gruntowymi jego górnej warstwy. Ubogie w substancje odżywcze, a co za tym idzie – stosunkowo ubogie florystycznie (torfowce, turzyce, rośliny owadożerne); kształtują się tam warunki odpowiednie dla borów bagiennych. Na torfowiskach wysokich powstaje torf mszarny, wrzosowiskowy lub bórbagnowy[1]. Torfowisko wysokie jest tożsame z torfowiskiem ombrogenicznym[9]. Torfowiska wysokie powstające w klimacie wilgotnym przybierają kształt wypukły. Nazywane są torfowiskami kopułowymi lub bałtyckimi. Torfowiska kontynentalne zaś są lekko wypukłe w okresie wilgotnym, a płaskie w suchym[11].
- Torfowiska przejściowe – spotykane w pośrednich warunkach siedliskowych. Zasilane są przez wody opadowe (oligotroficzne) i w pewnym stopniu podziemne i powierzchniowe. Często wykształcają się na obrzeżach torfowisk wysokich. Na torfowiskach tych rosną zbiorowiska mszarno-turzycowe, zastępowane w trakcie sukcesji przez zarośla wierzbowe lub lasy brzozowo-sosnowe[1]. W ich skład wchodzą turzyca nitkowata, turzyca bagienna, bagnica torfowa, wełnianka wąskolistna, mchy torfowce i mchy brunatne, trzcina pospolita. Osobliwość Mazur stanowią torfowiska porośnięte świerczynami oraz duże nagromadzenie roślin borealnych i subarktycznych. Torfowiska przejściowe występują głównie w północno-wschodniej Polsce, na Pojezierzu Pomorskim (rezerwaty Bagno Chłopiny na północ od Gorzowa, Smolne Błoto na zachód od Gdańska) i na Polesiu Lubelskim. W Sudetach występują torfowiska przejściowe porośnięte kosodrzewiną i brzozą karłowatą, znane jako Mszary Izerskie. Na torfowiskach przejściowych odkłada się torf mszarny lub brzezinowy[1].

### Geomorfologia
Według kryteriów geomorfologicznych wyróżnia się:
- torfowiska kotłowe – powstające w małych, głębokich i bezodpływowych obniżeniach terenu (wytopiskach) i zasilane przez wody opadowe i bardzo ubogie wody gruntowe[11],
- torfowiska dolinowe.

W chłodniejszym klimacie:
- torfowiska aapa,
- torfowiska Palsa,
- torfowiska wierzchowinowe (kołdrowe) (ang. blanket bog).

### Typ zasilania
Ze względu na zasilanie torfowisk w wodę wyróżnia się:
- Torfowiska fluwiogeniczne – woda pochodzi z zalewu wód rzecznych. Na tego typu torfowiskach woda pochodząca z opadów lub roztopów wylewa na terasę zalewową i pokrywa lub przynajmniej silnie nawadnia teren na czas od kilku tygodni do kilku miesięcy, a stan ten w skali wieloletniej powtarza się cyklicznie. Przy tym typie zasilania obok torfowisk mogą powstawać również mokradła nietorfowiskowe, jak namuliska czy mułowiska[12].
- Torfowiska soligeniczne – woda pochodzi z zasobów podziemnych, często odległych od samego torfowiska i jest stosunkowo ruchliwa. Tego typu siedliska często powstają w wychodniach wód podziemnych w przykrawędziowych częściach dużych dolin rzecznych czy na zboczach wzgórz morenowych. W takich warunkach mogą współtworzyć źródliska. Na torfowiskach soligenicznych tworzą się mechowiska czy olsy. Używa się też nazwy torfowisko wyciekowe[12]. Torfowisko soligeniczne o skoncentrowanym wypływie wód to torfowisko źródliskowe. Kiedy natomiast woda przepływa przez górną warstwę torfowiska soligenicznego, ale nie wydostaje się na powierzchnię, to torfowisko przepływowe[11].
- Torfowiska topogeniczne – woda pochodzi z zasobów gruntowych i jest bardzo mało ruchliwa. Tego typu torfowiska powstają na wododziałach i w bezodpływowych zagłębieniach na dnie szerokich dolin lub niecek pojeziornych. Zwierciadło wód gruntowych jest płaskie lub o co najwyżej niewielkim spadku. Napływ wód źródłowych jest na tyle duży, że podłoże jest stale silnie uwodnione, ale zbyt mały, by utrzymał się zbiornik wodny, a za ubytek wody odpowiada głównie ewapotranspiracja[12].
- Torfowiska ombrogeniczne – woda pochodzi głównie z opadów. Torfowiska tego typu powstają, gdy opad przeważa nad ewapotranspiracją, a odpływ jest utrudniony. Zasilanie wodami podziemnymi jest ograniczone, a na torfowiskach kopułowych prawie w ogóle go brak[12]. Torfowiska ombrogeniczne są równocześnie torfowiskami wysokimi[9].

W naturze torfowiska o różnym typie zasilania tworzą powiązane układy.
Z powyższym związane jest wyróżnianie torfowisk ze względu na kontakt zasilających je wód z innymi elementami środowiska i niesionymi w związku z tym substancjami:
- torfowiska minerotroficzne – zasilane wodami, które wcześniej kontaktowały się z podłożem mineralnym;
- torfowiska ombrotroficzne – zasilane wodami opadowymi, które poza tym nie miały kontaktu z podłożem[11].

### Stopień nawodnienia
- Torfowiska emersyjne – torfowiska, których powierzchnia jest stale wynurzona ponad zwierciadło wód podziemnych, podnosząc się lub obniżając wraz z nim.
- Torfowiska imersyjne – torfowiska, których powierzchnia jest okresowo zalewana, a rośliny często rosną w zanurzeniu[11].

Niektórzy wyróżniają trzy stopnie nawodnienia, dzieląc torfowiska na wynurzone, zalewane i zatopione. W warunkach lepszego natlenienia zamiast torfowisk tworzą się odpowiednio podmokliska, namuliska lub mułowiska i gytiowiska lub mułowiska.

## Roślinność torfowisk
Roślinność torfowisk zależy od ich typu i zróżnicowania wewnętrznego. Na torfowiskach wysokich odmienna jest roślinność kępek i dolin – nawiązuje do roślinności torfowisk przejściowych. Na torfowiskach występuje również roślinność okrajkowa i typowa dla borów bagiennych. Kryteria rozdzielające torfowiska otwarte od borów bagiennych są umowne. Można przyjąć, że granica między nimi to 50-procentowe pokrycie drzew.
Wiele torfowisk to obszary otwarte, przez co owadopylne rośliny zielne nie są zacieniane przez drzewa i najintensywniej kwitną w szczycie sezonu wegetacyjnego. Przykładowo, na torfowiskach stanu Maine w drugiej połowie XX w. intensywne kwitnienie rozpoczynało się ok. 10 czerwca i kończyło na początku października. Poszczególne gatunki rodzime zwykle kwitły dość krótko, co tłumaczy się jako rezultat konkurencji o zapylaczy.
Dla środkowoeuropejskich torfowisk otwartych typowe są m.in. zbiorowiska z klas Scheuchzerio-Caricetea nigrae i Oxycocco-Sphagnetea. Klasa Scheuchzerio-Caricetea nigrae obejmuje zbiorowiska torfowisk niskich i przejściowych oraz dolinkowej fazy torfowisk wysokich, jak również bagiennych łąk. Fizjonomicznie zbiorowiska te zdominowane są przez darniowe niskie turzyce, mając bogatą florę mszaków. W obrębie tej klasy wyróżniane są rojsty, czyli niskoturzycowe zbiorowiska dystroficznych torfowisk przejściowych i dolinek torfowisk wysokich, tworzące rząd Scheuchzerietalia palustris. Mogą one tworzyć pło, a, będąc siedliskami subborealno-borealnymi, w środkowej Europie są ostojami reliktów glacjalnych. Kolejnym rzędem z tej klasy są kwaśne młaki niskoturzycowe – Caricetalia nigrae. Są to niskie łąki stale zasilane wodami podziemnymi wydostającymi się na powierzchnię (źródliska, wysięki). Nawiązują one do poprzedniego rzędu, a z innych stron do szuwarów wysokoturzycowych (Magnocaricion) czy wilgotnych łąk (Molinietalia caerulae). Kolejny rząd, Caricetalia davallianae w odróżnieniu od poprzednich nie charakteryzuje się zakwaszeniem podłoża. Są to eutroficzne młaki niskoturzycowe, tworzące niskie łąki na torfowiskach niskich różnego typu zasilanych przez ruchliwe wody wysiękowe lub źródliskowe.
Klasa Oxycocco-Sphagnetea grupuje zbiorowiska budowane głównie przez torfowce i krzewinki, niekiedy ze znacznym udziałem drzew. W takich zbiorowiskach dominuje, niekiedy w pełni, zasilanie wodami opadowymi i tworzą się mokre wrzosowiska lub torfowiska wysokie. To sprawia, że siedlisko jest ubogie w substancje odżywcze i kwaśne. Zasięg takich siedlisk wyznaczony jest przez przewagę opadów nad parowaniem. W strefie atlantyckiej (osiągając wschodnią granicę zasięgu w Polsce) występują zbiorowiska z rzędu Sphagno-Ericetalia grupujące mokre wrzosowiska o niewielkim udziale torfotwórczych gatunków torfowców. Typowe dla środkowej, wschodniej i północnej Europy mszary tworzą rząd Sphagnetalia magellanici. Jego zbiorowiska są budowane przez torfowce z dużym udziałem krzewinek, zwłaszcza wrzosowatych, i wąskolistnych roślin jednoliściennych, czasem z dużym udziałem krzewów i drzew, łącznie z sytuacją, gdy warstwa drzew, zwłaszcza sosen, dominuje. Tworzą one kępki na torfowiskach wysokich, a gdy te nie są zróżnicowane na kępki i dolinki, pokrywają je w całości.
Na torfowiskach niskich występują również niektóre zbiorowiska szuwarowe, zwłaszcza szuwary wielkoturzycowe ze związku Magnocaricion. Część szuwarów tylko porasta podłoże torfowe, natomiast część jest również torfotwórcza. Dotyczy to zwłaszcza zbiorowisk nawiązujących florystycznie do klas Scheuchzerio-Caricetea nigrae i Caricetalia nigrae, włączanych do dynamicznego kręgu olsów, a mniej zbiorowisk nawiązujących do łąk i zaliczanych do dynamicznego kręgu łęgów.
Torfowiska niskie bywają porośnięte zaroślami i lasami. W warunkach europejskich i zachodnioazjatyckich są to zbiorowiska należące do klasy Alnetea glutinosae, grupującej łozowiska, rokiciny i olsy. Z kolei torfowiska wysokie i przejściowe porastają niektóre zespoły borów i brzezin z klasy Vaccinio-Piceetea.
W różnych regionach występuje roślinność wikaryzująca. Torfowiska ombrogeniczne przepływowe na półkuli północnej porastają trawy i turzyce, a takie same torfowiska na Tasmanii i Nowej Zelandii – rześciowate.

## Fauna torfowisk
Torfowiska to siedliska bardzo licznych gatunków fauny, zarówno lądowych (ptaki, płazy, pająki) jak i słodkowodnych. Słodkowodna fauna drobnych zbiorników położonych na torfowiskach niskich jest z reguły podobna do fauny litoralu jeziornego, podczas gdy wodna fauna kwaśnych torfowisk wysokich jest bardzo specyficzna. Typowy jest w nich brak populacji ryb i mięczaków a wśród owadów i skorupiaków dominują gatunki nieobecne w innych rodzajach środowisk (tyrfobionty, sfagnobionty). Za takie preferencje siedliskowe wielu gatunków m.in. ważek i pluskwiaków różnoskrzydłych odpowiedzialna jest ich wrażliwość na drapieżnictwo ze strony ryb odżywiających się bentosem, których brakuje w zbiornikach torfowiskowych.

## Funkcja klimatyczna
Warunki bagienne eliminują węgiel z obiegu węglowego wiążąc i magazynując go pod ziemią, w dłuższym czasie (mln lat) przeobrażający się, pod wpływem temperatury i ciśnienia, w węgiel brunatny, a następnie węgiel kamienny. Wskazuje to na duże zdolności torfowisk do ochładzania klimatu, czego przykładem było ochłodzenie w Karbonie spowodowane masowym rozwojem torfowisk. Torfowiska charakteru bagiennego, w krótszej perspektywie czasowej (do 20-30 lat), są neutralne dla klimatu. Pochłaniają dwutlenek węgla, jednocześnie emitując metan. Z kolei ze względu na stosunkowo krótki czas oddziaływania metanu na klimat, a znacznie dłuższe oddziaływanie dwutlenku węgla, a także coraz większy stosunek pochłaniania CO2 w stosunku do emisji CH4, w dłuższej perspektywie czasowej (ponad 100 lat) działają ochładzająco. Osuszanie torfowisk przez człowieka sprawia, że zmagazynowany przez nie węgiel jest uwalniany do atmosfery w postaci CO2 - w skali globalnej około 2Gt CO2 rocznie. Stanowi to około 5% antropogenicznych emisji.
Z powyższych względów ochrona torfowisk w stanie bagiennym (tzw. żywych), zbliżonym do naturalnego, jest jednym z przykładów działań na rzecz mitygacji zmian klimatu. Najważniejsze kroki to zaprzestanie osuszania istniejących torfowisk (zapobieganie) i tamowanie rowów melioracyjnych (restytucja), które powstały w celu odwodnienia obszarów zasobnych w torf.
Torfowiska w stanie bagiennym regulują stosunki wodne poprzez magazynowanie i znaczne spowalnianie odpływu wody, co powoduje ochłodzenie w otoczeniu lokalnym (podobnie do jezior).

## Funkcja ekologiczna
Torfowiska pełnią ważną rolę ekologiczną. Stanowią magazyny gromadzonych przez długi czas ogromnych ilości materii organicznej. Są naturalnymi zbiornikami retencyjnymi magazynującymi wodę, kształtującymi bilans wodny otoczenia. Pełnią także ważną funkcję
fitoklimatyczną.

## Torfowiska na świecie
Ze względu na brak spójnej terminologii pozwalającej na jasne zdefiniowanie torfowisk, ciężko określić dokładną światową ich powierzchnię. Według niektórych szacunków zajmują one ok. 4 mln km², z czego 3,460 mln km² to torfowiska stref borealnej i subarktycznej. Torfowiska występują na całym świecie, jest ich jednak szczególnie dużo w borealnych i subarktycznych strefach o klimacie kontynentalnym. Najrozleglejsze obszary torfowisk występują w zachodniej Syberii, na Nizinie Hudsońskiej, wybrzeżach Azji Południowo-Wschodniej i Nizinie Amazonki.
Najwięcej torfowisk występuje w Rosji, Białorusi, Ukrainie, Finlandii, Skandynawii, Estonii, Polsce, Szkocji, północnych Niemczech, Holandii, Kanadzie, Stanach Zjednoczonych (Michigan, Minnesota, Florydzie i Kalifornii). Na południowej półkuli torfowiska są rzadsze, występują na Nowej Zelandii, południowej Patagonii, Wyspach Kerguelena i na Falklandach.

## Torfowiska w Polsce
W Polsce jest ponad 49 tysięcy torfowisk, z których zdecydowana większość występuje na północy kraju, w pobliżu wybrzeża Bałtyku, na Mazurach i Kurpiach oraz w dolinach Noteci i Biebrzy. Z tego 90% to torfowiska niskie, 6% – torfowiska wysokie, a resztę tworzą formy przejściowe. Na obszarach górskich torfowiska występują w Kotlinie Orawsko-Nowotarskiej w Karpatach oraz w Górach Izerskich, Karkonoszach, Górach Stołowych i Górach Bystrzyckich w Sudetach.

## Użytkowanie torfu
Torf wydobywany z torfowiska był używany jako opał. Do tej pory w Bilansie zasobów kopalin torf figuruje jako surowiec energetyczny. Torf używany jest w ogrodnictwie i balneologii jako borowina.

## Ochrona torfowisk
W krajach Unii Europejskiej wiele typów torfowisk ma status siedliska przyrodniczego, a więc wymaga ochrony w systemie Natura 2000. Spośród wyznaczonych siedlisk przyrodniczych w Polsce prawie połowa ma związek z wodami (co nie zawsze oznacza torfowiska). Bezpośredni związek z torfowiskami, jako żywe lub zdegenerowane torfowiska bądź fazy ich rozwoju, mają następujące siedliska przyrodnicze (choć z pokładami torfu mogą być związane również pozostałe siedliska wodne i podmokłe):
- 3160 − naturalne dystroficzne zbiorniki wodne
- 4010 − wilgotne wrzosowiska z wrzoścem bagiennym
- 6410 − zmiennowilgotne łąki trzęślicowe
- 7110 − torfowiska wysokie z roślinnością torfotwórczą (żywe)
- 7120 − torfowiska wysokie zdegradowane, zdolne do naturalnej i stymulowanej regeneracji
- 7140 − torfowiska przejściowe i trzęsawiska
- 7150 − obniżenia na podłożu torfowym z roślinnością ze związku Rhynchosporion
- 7210 − torfowiska nakredowe (Cladietum marisci, Caricetum buxbaumii, Schoenetum nigricantis)
- 7220 − źródliska wapienne ze zbiorowiskami Cratoneurion commutati
- 7230 − górskie i nizinne torfowiska zasadowe o charakterze młak, turzycowisk i mechowisk
- 91D0 − bory i lasy bagienne

Stan torfowisk leży również w zakresie obowiązywania zapisów Ramowej dyrektywy wodnej, która nakłada obowiązek utrzymania lub osiągnięcia dobrego stanu ekosystemów wodnych i od wody zależnych.
Torfowiska jako jeden z typów szeroko rozumianych mokradeł są przedmiotem ochrony na mocy konwencji ramsarskiej (czyli Konwencji o obszarach wodno-błotnych mających znaczenie międzynarodowe, zwłaszcza jako środowisko życiowe ptactwa wodnego). Pod koniec 2014 r. stronami konwencji było 168 państw.
Torfowiska bywają obejmowane ochroną rezerwatową. W polskim systemie prawnym jednym z rodzajów rezerwatów jest „rezerwat torfowiskowy”, a wśród typów rezerwatów jest „rezerwat torfowiskowy (bagienny)”, przy czym torfowiska mogą wchodzić w skład większych rezerwatów o innym rodzaju i typie.
Międzynarodową organizacją zajmującą się ochroną torfowisk jest założona w 1984 r. International Mire Conservation Group (IMCG). W poszczególnych krajach natomiast działają lokalne organizacje, jak np. Centrum Ochrony Mokradeł (CMok!) założone w Polsce w 2001 r. Ochrona torfowisk leży również w obszarze zainteresowań innych organizacji ekologicznych o szerokim zakresie działalności (np. Klubu Przyrodników, WWF).